# Дезуло
Дезуло (итал. Desulo) — коммуна в Италии, располагается в регионе Сардиния, подчиняется административному центру Нуоро.
Население составляет 2887 человек, плотность населения составляет 38,64 чел./км². Занимает площадь 74,72 км². Почтовый индекс — 8032. Телефонный код — 0784.
Покровителем населённого пункта считается святой Антоний Великий. Праздник ежегодно празднуется 17 января.